# Trudering-Riem
Trudering-Riem, Stadtbezirk 15 Trudering-Riem – 15. okręg administracyjny Monachium, w Niemczech, w kraju związkowym Bawaria. W 2013 roku okręg zamieszkiwało 67 009 mieszkańców.